# Кембел (Њујорк)
Кембел (енгл. Campbell) насељено је место без административног статуса у америчкој савезној држави Њујорк.

## Демографија
По попису из 2010. године број становника је 713.
| Група             | 2000.    | 2010.       |
| Белци             | 0 (0,0%) | 688 (96,5%) |
| Афроамериканци    | 0 (0,0%) | 1 (0,1%)    |
| Азијати           | 0 (0,0%) | 1 (0,1%)    |
| Хиспаноамериканци | 0 (0,0%) | 5 (0,7%)    |
| Укупно            | 0        | 713         |